# City branding

Criada por Milton Glaser em 1977, a marca "I Love New York" é amplamente utilizada para promover a cidade de Nova Iorque.

City branding, também chamado de place branding ou branding urbano é o nome que se dá ao uso de estratégias de branding e marketing para promover uma cidade como uma marca, visando destacar sua identidade econômica, política e cultural.
A prática reconhece que cidades competem por atenção e recursos, buscando projetar uma imagem autêntica e atrativa, baseada na cultura, história e vocação local. Governos e administrações públicas adotam esse conceito como uma estratégia para posicionar suas cidades no cenário regional e global. Ao aplicar técnicas de branding à identidade urbana, busca-se consolidar uma imagem coerente e estratégica da cidade, capaz de estimular o turismo, atrair recursos, diferenciar o território em cenários competitivos e reforçar o senso de pertencimento da população por meio de narrativas culturais compartilhadas.

## Origem
As primeiras práticas de branding urbano surgiram nos Estados Unidos, durante o século XIX, com o objetivo de atrair população para áreas rurais. Com o tempo, a estratégia foi adotada para promover destinos turísticos na Europa. A consolidação do conceito como campo acadêmico emergente ocorreu a partir de 2010 e passou a ser explorada posteriormente no campo teórico por estudiosos como Wally Olins, Philip Kotler, José Filipe Torres e outros.
O fenômeno pode ocorrer de forma orgânica ou planejada. Na forma orgânica, a imagem da cidade é construída informalmente ao longo do tempo, como no caso de Paris ("cidade luz") e Jerusalém ("cidade sagrada"). Já no formato estratégico, gestores urbanos adotam campanhas deliberadas para promover a cidade, como "I amsterdam" (Amsterdã), "Sin City" (Las Vegas) e "capital mundial do homus" (Abu Ghosh).
Estudiosos da área de marketing indicam que cidades sagradas podem ser consideradas uma das formas mais antigas de branding aplicado a localidades urbanas, em razão do valor atribuído por sua importância em contextos de peregrinação.

## Aplicação
O city branding é um processo composto por diversas etapas e envolve diferentes grupos com interesses variados. Ao contrário do branding de produtos ou serviços, o de cidades requer maior coordenação, e no geral, é uma aplicação de longo prazo.
Uma marca urbana pode se basear em atributos existentes, como cultura ou reputação, ou ser construída a partir de iniciativas como eventos e políticas. A imagem formada é promovida por meio de canais de comunicação voltados a públicos específicos, exercendo influência direta sobre a percepção e o posicionamento global de uma cidade. O desenvolvimento segue as seguintes etapas:
1. Diagnóstico participativo — escuta da população e mapeamento de ativos identitários;
2. Posicionamento — escolha de valores e atributos com potencial de projeção;
3. Narrativa da marca — criação de logotipos, slogans e materiais visuais;
4. Implementação — uso da marca em políticas públicas, eventos, sinalização e mídias;
5. Gestão contínua — articulação entre governo, setor privado e sociedade civil.